# Патриархат
За българския сериал с това заглавие вижте Патриархат (сериал)
Патриархат означава общество, в което мъжете властват над жените. Патриархат е термин, използван в антропологията, социалната психология и най-вече феминизма.
В контекста на феминистките и психологически теории [необходимо е уточнение] патриархалната обществена уредба накратко означава:
- Управляване на общността от възрастни мъже – затова в традиционните общности булката отива в семейството на младоженеца, а не обратното и „родовото име“ – фамилията – се предава по мъжка линия.

- Строга йерархия в отношенията между главните мъже > подчинените мъже > жените и децата

- Определяне на смисли и значения от възрастни мъже – те определят какво е „добро“, какво е „лошо“, какво е „позволено“, какво е „непозволено“, какво е „мъж“, какво е „жена“, какво е „дете“, какво е „светът“, какво е „бог“ и т.н.

- Използване и размяна на жени и деца от страна на възрастни мъже – жените и децата са стоки в класическия патриархат. Момчето излиза от сферата на „стока“ и става „мъж“ – истински човек – чрез различни инициационни ритуали, обикновено около пубертета.

Всички общества на земното кълбо са патриархални. Докато в мюсюлманския свят патриархатът е по-близък до абсолютната си проява, то северноамериканския, европейския, източно азиатския, австралийския и новозеландския патриархати са по-гъвкави и „прогресивни“. В тези общества жените и децата имат все повече права, а техните малтретирания и изнасилвания вече не са тема табу. Някои надежди на феминистките от 1960-те и 1970-те не са се изпълнили. Новите равноправни граждани – жените – не се възползват от новите си свободи, за да изберат рационално какви да бъдат, какво е да си „жена“, и какво е „секс“, напротив – жените днес все повече се стараят да пресъздадат мъжките идеали за „жена“, в предишни времена и в днешни мюсюлмански общности, доближавани само от „травестити“. Патриархат в „опростен“ вид днес се вижда в затворите, казармите, престъпните групировки и подобни места, в които мъжете се разделят на „властващи“ и „подчинени“, „силни“ и „слаби“ и в крайна сметка на „мъже“ и „кучки“.